# Soul food

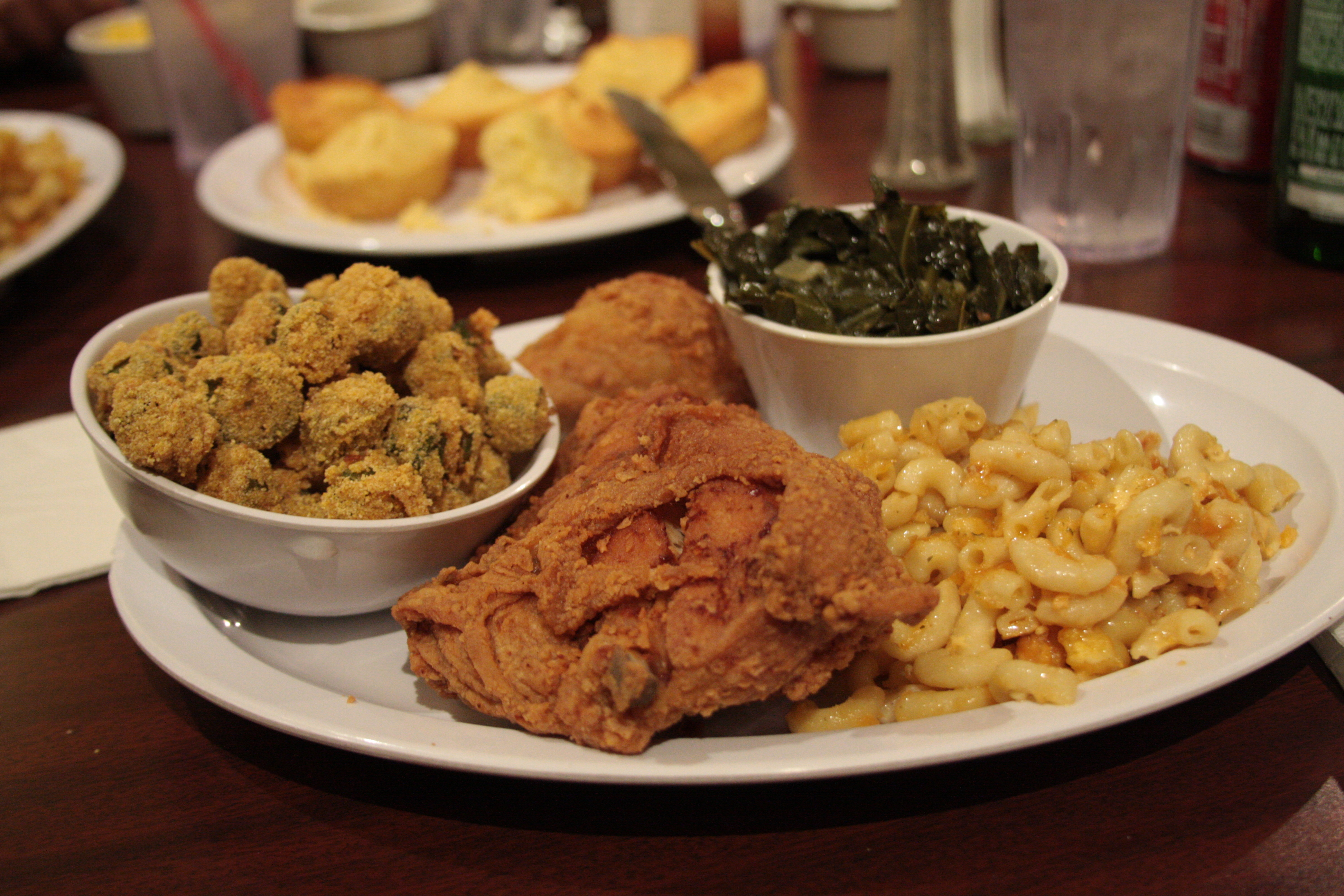
Frango frito com macarrão com queijo, couve, quiabo frito e cornbread

Soul food é uma culinária étnica originária do sul dos Estados Unidos tradicionalmente preparada e consumida por afro-americanos. A culinária originou-se dos alimentos que eram dados aos negros escravizados por seus proprietários brancos nas plantações do sul durante o período Antebellum; no entanto, foi fortemente influenciada pelas práticas tradicionais dos africanos ocidentais e dos nativos americanos desde o seu início. Devido à presença histórica de afro-americanos na região, a soul food está intimamente associada à culinária do sul dos Estados Unidos, embora hoje tenha se tornado um aspecto facilmente identificável e celebrado da culinária estadunidense.
A expressão “soul food” ("comida da alma" em tradução livre) surgiu em meados da década de 1960, quando “soul” era uma palavra comum usada para descrever a cultura afro-americana.

## Origens

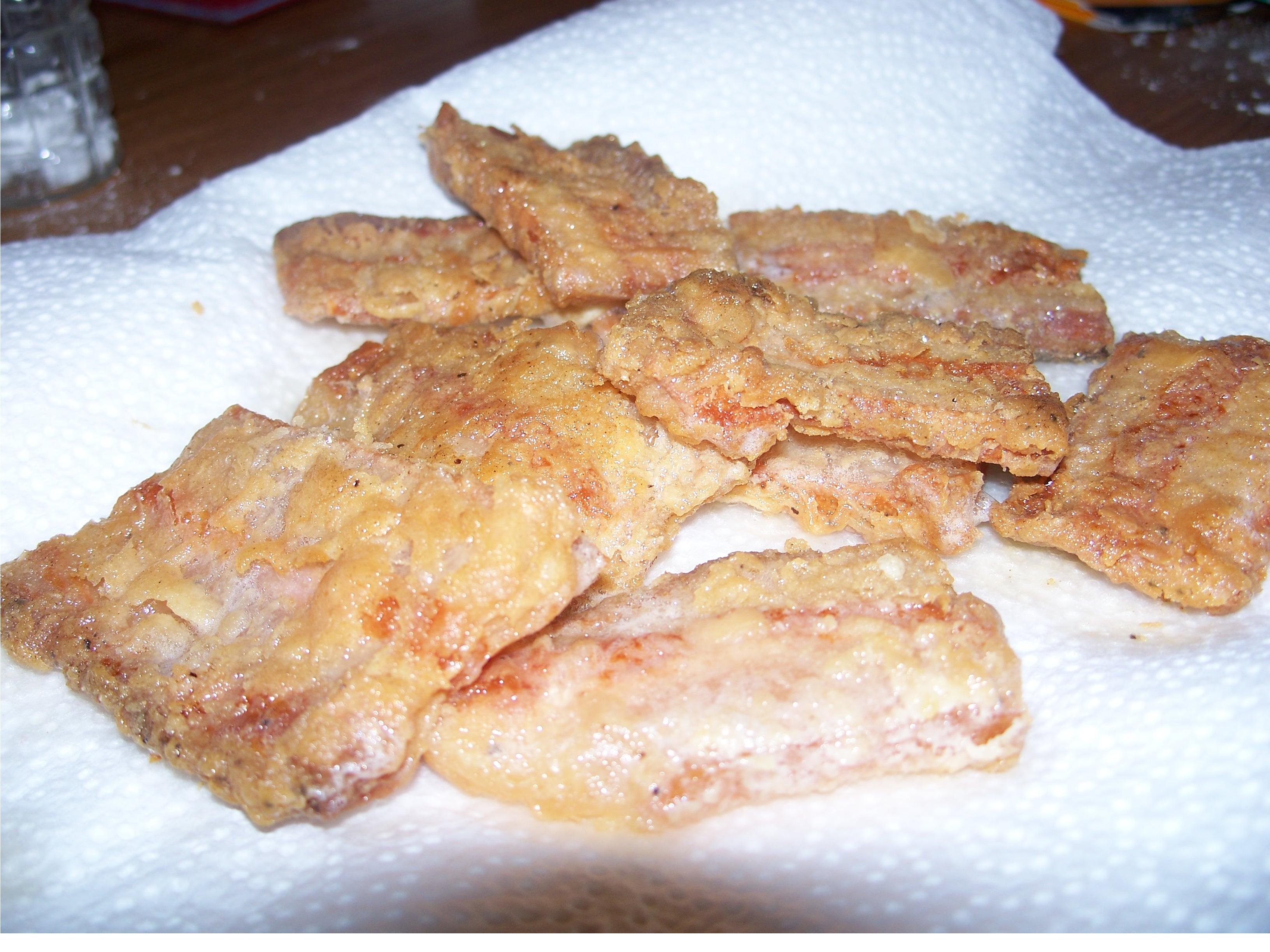
Fatback

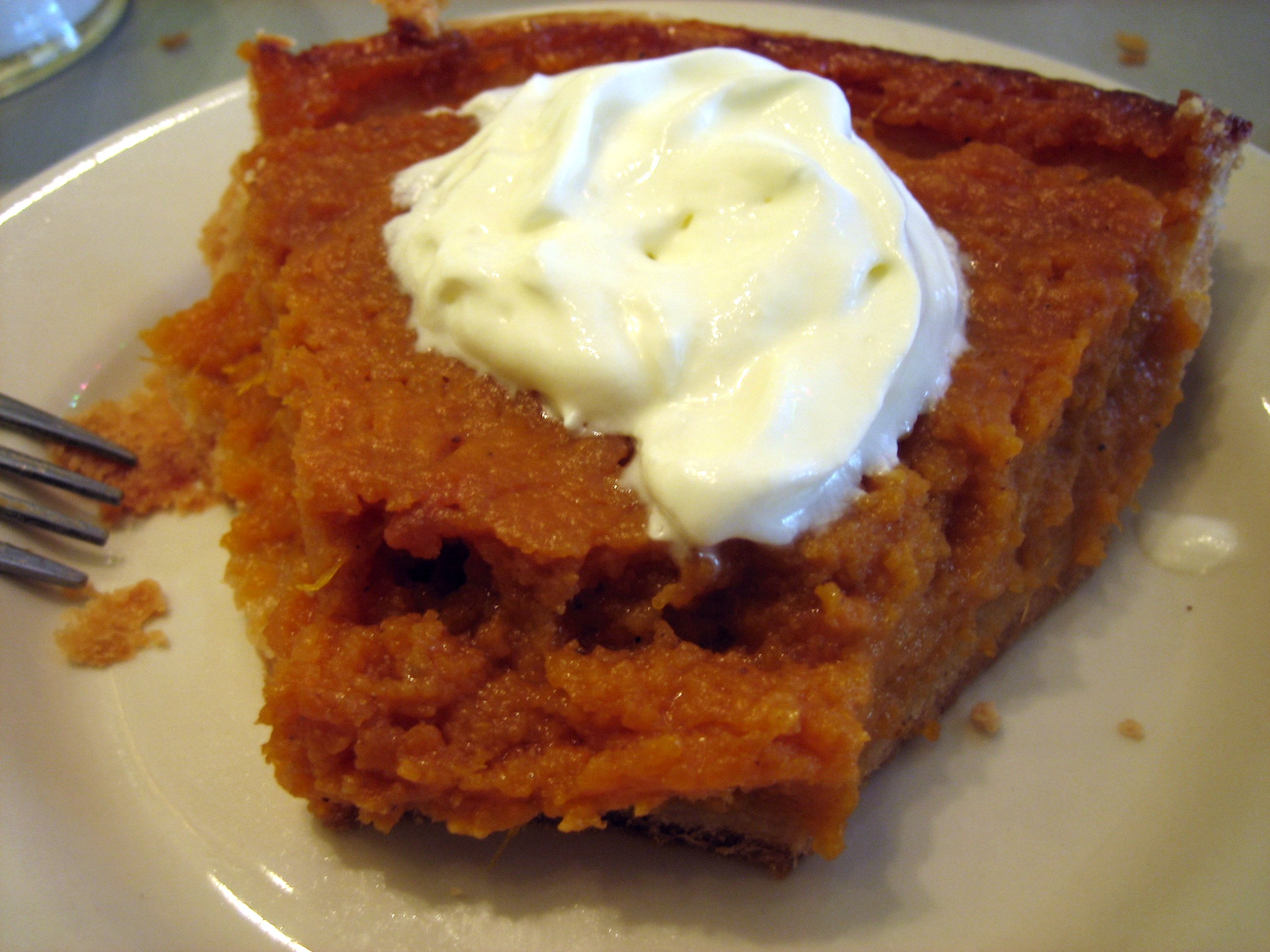
Torta de batata doce

O termo soul food tornou-se popular nas décadas de 1960 e 1970 em meio ao movimento Black Power. Um dos primeiros usos escritos do termo é encontrado em The Autobiography of Malcolm X, que foi publicado em 1965. LeRoi Jones (Amiri Baraka) publicou um artigo intitulado "Soul Food" e foi um dos principais defensores do estabelecimento da comida como parte da identidade negra americana. Aqueles que participaram da Grande Migração encontraram na soul food um lembrete do lar e da família que deixaram para trás depois de se mudarem para cidades desconhecidas do norte. Os restaurantes de soul food eram negócios de propriedade dos negros, que serviam como locais de encontro da vizinhança, onde as pessoas socializavam e comiam juntas.
As receitas da soul food têm influências pré-escravidão, pois os hábitos e práticas alimentares da África Ocidental e da Europa foram adaptados ao ambiente da região. Muitos dos alimentos que integram a culinária se originam das rações limitadas dadas às pessoas escravizadas por seus senhores e senhores de engenho. As pessoas escravizadas normalmente recebiam um peck de farinha de milho e 1,3-1,8 quilo de carne de porco por semana, e dessas rações vinham alimentos básicos da soul food como cornbread, peixe-gato frito, costelas assadas, chitterlings e neckbones. Observou-se que os africanos escravizados foram os principais consumidores de verduras cozidas (couve-galega, beterraba, dente-de-leão, couve-de-folhas e beldroega ) e batata-doce por uma parte da história dos EUA.
A maioria das pessoas escravizadas precisava consumir uma dieta altamente calórica para repor as calorias gastas trabalhando longos dias no campo ou realizando outras tarefas fisicamente árduas. Isso levou a tradições gastronômicas consagradas pelo tempo, como fritar alimentos, empanar carnes e peixes com farinha de milho e misturar carnes com vegetais (por exemplo, colocar carne de porco na couve). Eventualmente, esse estilo de cozinhar inventado pelos escravos foi adotado na cultura sulista mais ampla, pois os proprietários de escravos deram privilégios especiais aos escravos com habilidades culinárias.
Brancos e negros empobrecidos do Sul cozinhavam muitos dos mesmos pratos derivados da tradição soul, mas os estilos de preparação às vezes variavam. Certas técnicas populares nas cozinhas soul e do sul (ou seja, fritar carne e usar todas as partes do animal para consumo) são compartilhadas com culturas antigas em todo o mundo, incluindo China, Egito e Roma.
A introdução da soul food em cidades do norte, como Washington D.C., também veio de chefs particulares da Casa Branca. Muitos presidentes americanos têm desejado a cozinha francesa e têm procurado chefs negros devido a sua origem crioula. O 23.º presidente dos Estados Unidos, Benjamin Harrison, e a ex-primeira-dama Caroline Harrison, seguiram esse mesmo caminho quando demitiram sua equipe de cozinha francesa por uma mulher negra chamada Dolly Johnson.
Um relacionamento famoso inclui o vínculo formado entre o presidente Lyndon B. Johnson e Zephyr Wright. Wright tornou-se uma grande influência para Johnson na luta pelos direitos civis, pois viu seu tratamento e segregação enquanto viajavam pelo sul. Johnson até teve Wright presente na assinatura de várias leis de direitos civis. Lizzie McDuffie, uma ex-empregada e cozinheira de Franklin Delano Roosevelt, ajudou seu chefe durante a eleição de 1936 simplesmente tornando o presidente mais próximo dos eleitores negros. Com a conscientização pública dos negros americanos preparando comida na cozinha presidencial, isso, por sua vez, ajudou a influenciar os votos da minoria para candidatos presidenciais esperançosos, como John F. Kennedy.

## Influência nativa americana
A cultura nativa americana do sul (cherokee, chickasaw, choctaw, creek, seminole) é um elemento importante da culinária do sul. De suas culturas veio um dos principais alimentos básicos da dieta do sul: milho moído em farinha ou calcado com um sal alcalino para fazer hominy, em um processo nativo americano conhecido como nixtamalização. O milho era usado para fazer todos os tipos de pratos, desde o conhecido cornbread e grits, até licores como moonshine e uísque (que ainda são importantes para a economia do sul).
Muitas frutas estão disponíveis nesta região: amoras, muscadines, framboesas e muitas outras frutas silvestres também faziam parte da dieta dos nativos americanos do sul.
Em um grau muito maior do que qualquer pessoa percebe, vários dos pratos culinários mais importantes que os nativos americanos do sudeste dos EUA comem hoje é o "soul food", comido tanto por negros quanto por brancos sulistas. O Hominy, por exemplo, ainda é comido: os sofkee comem grits; cornbread [é] usado pelos cozinheiros sulistas; bolinhos indianos -- vários conhecidos como "hoe cake" ou "Johnny cake"; cornbread cozido indiano está presente na cozinha sulista como "bolinhos de farinha de milho" e "hush puppies"; os sulistas cozinham seus feijões e ervilhas do campo fervendo-as, assim como as tribos indígenas; e, como os nativos americanos, os sulistas curavam suas carnes e as defumavam sobre brasas de Carya.— Charles Hudson The Southeastern Indians
Africanos, europeus e nativos americanos do sul dos Estados Unidos complementaram suas dietas com carnes derivadas da caça nativa. As carnes que as pessoas comiam dependiam da disponibilidade sazonal e da região geográfica. A caça comum incluía gambás, coelhos e esquilos. O gado, adotado dos europeus, na forma de gado-bovino-doméstico e porcos domésticos, foi mantido.
Quando o animal da caça ou o gado era morto, todo o animal era usado. Além da carne, era comum comerem carnes de órgãos, como cérebros, fígados e intestinos. Esta tradição permanece hoje em pratos marcantes como chitterlings (comumente chamados chit'lins), que são pequenos intestinos de porcos; livermush (um prato comum nas Carolinas feito de fígado de porco); miolos de porco e ovos. A gordura dos animais, principalmente dos porcos, era processada e utilizada para cozinhar e fritar. Muitos dos primeiros colonos europeus no sul aprenderam métodos de culinária nativos americanos e, assim, a difusão cultural foi iniciada com os pratos sulistas.

## Influência africana

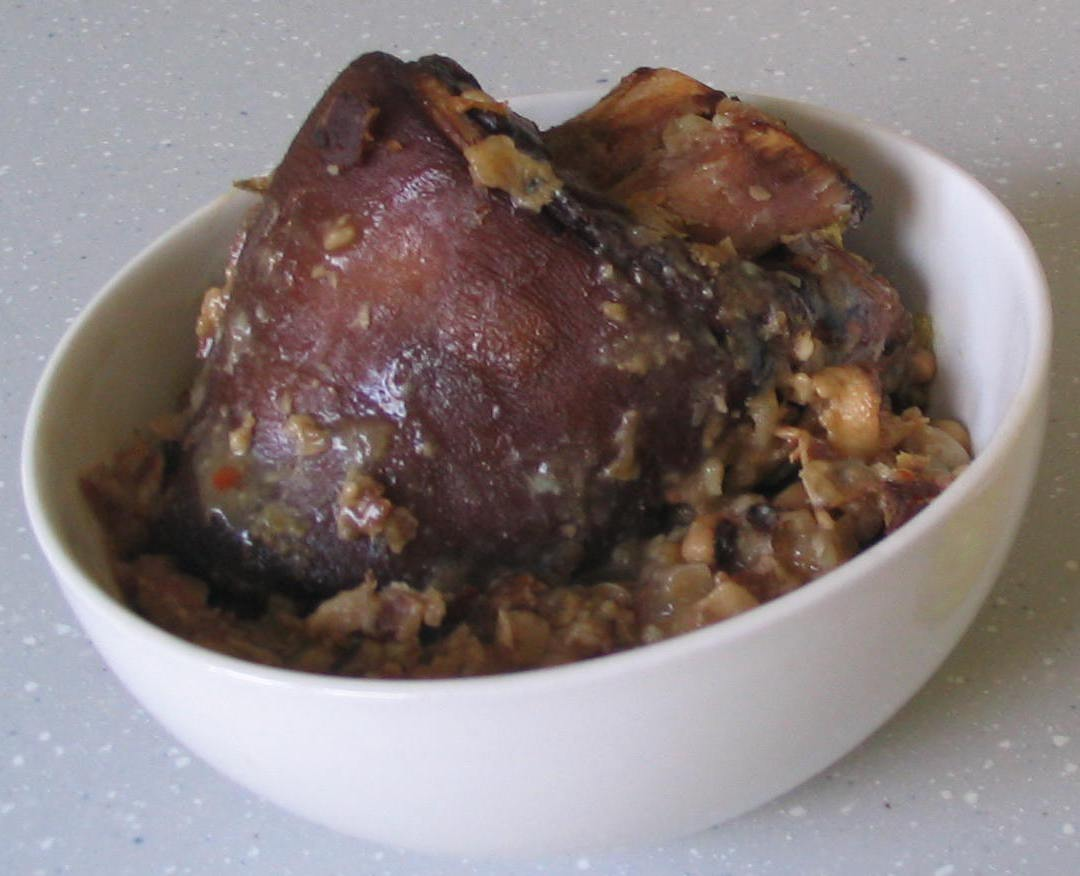
Joelho de porco e feijão-frade

Estudiosos notaram a influência africana substancial encontrada em receitas de soul food, especialmente das regiões ocidental e central da África. Essa influência pode ser vista através do nível de calor de muitos pratos de soul food, bem como de muitos ingredientes encontrados neles. Pimentas usadas para adicionar tempero aos alimentos incluem pimenta malagueta, bem como pimentas nativas do hemisfério ocidental, como pimentas-caiena. Vários alimentos que são essenciais na culinária do sul e na soul food foram domesticados ou consumidos na savana africana e nas regiões tropicais da África Ocidental e Central. Estes incluem guandu, feijão-frade, quiabo e sorgo.
Também foi observado que uma espécie de arroz foi domesticada na África, assim muitos africanos que foram trazidos para as Américas mantiveram seus conhecimentos para cozinhar arroz. O arroz é um prato básico na região de Lowcountry e no sul da Louisiana. O arroz é o centro de pratos como jambalaya e feijão vermelho e arroz que são populares no sul da Louisiana.
Existem muitos paralelos documentados entre os hábitos alimentares dos africanos ocidentais e as receitas de soul food. O consumo de batata-doce nos EUA lembra o consumo de inhame na África Ocidental. O consumo frequente de cornbread pelos afro-americanos é análogo ao uso de fufu pelos africanos ocidentais para absorver ensopados.
Os africanos ocidentais também cozinhavam carne a céu aberto e, portanto, é possível que africanos escravizados tenham chegado ao Novo Mundo com conhecimento dessa técnica de culinária (também é possível que a tenham aprendido com os nativos americanos, já que os nativos americanos faziam barbecue como técnica de culinária).
Pesquisadores afirmam que muitas tribos na África tinham uma dieta vegetariana/à base de plantas por causa de sua simplicidade. Isso incluía a maneira como a comida era preparada e servida. Não era incomum ver comida sendo servida de uma cabaça vazia. Muitas técnicas para alterar o sabor geral de alimentos básicos, como nozes, sementes e arroz, contribuíram para aumentar a dimensão dos sabores em evolução. Essas técnicas incluíam assar, fritar com azeite de dendê, assar em cinzas e cozinhar em folhas de plantas, como em folha de bananeira.

## Relevância cultural
Soul food originou-se na região sul dos EUA e é consumida por afro-americanos em todo o país. A culinária tradicional de soul food é vista como uma das maneiras pelas quais os africanos escravizados passaram suas tradições para seus descendentes, uma vez que foram trazidos para os EUA, e é uma criação cultural decorrente da escravidão e das influências dos nativos americanos e europeus.
As receitas de soul food são populares no Sul devido à acessibilidade dos ingredientes.
Estudiosos notaram que, enquanto os americanos brancos forneciam os suprimentos materiais para os pratos da soul food, as técnicas de culinária encontradas em muitos dos pratos foram visivelmente influenciadas pelos próprios africanos escravizados. Os pratos derivados dos escravos consistiam em muitos vegetais e grãos porque os proprietários de escravos achavam que mais carne faria com que o escravo ficasse letárgico com menos energia para cuidar das colheitas.
Os vegetais abundantes que foram encontrados na África foram substituídos em pratos no sul por novas folhas verdes consistindo de dente-de-leão, nabo e beterraba. A carne de porco foi introduzida em vários pratos na forma de torresmo, pés de porco, chitterlings e banha de porco usada para aumentar a ingestão de gordura em pratos vegetarianos. Especiarias como tomilho e louro misturados com cebola e alho deram aos pratos características próprias.
Figuras como LeRoi Jones (Amiri Baraka), Elijah Muhammad e Dick Gregory desempenharam papéis notáveis na formação da conversa sobre soul food. Muhammad e Gregory se opuseram ao soul food porque achavam que era comida não saudável e estava matando lentamente os afro-americanos. Eles viam a soul food como um resquício da opressão e achavam que deveria ser deixada para trás. Muitos afro-americanos ficaram ofendidos com a rejeição da carne de porco pela Nação do Islã, pois é um ingrediente básico usado para dar sabor a muitos pratos.
Stokely Carmichael também se manifestou contra a soul food, alegando que não era a verdadeira comida africana devido à sua influência colonial e europeia. Apesar disso, muitas vozes no Movimento Black Power viam a soul food como algo que os afro-americanos deveriam se orgulhar e a usavam para distinguir os afro-americanos dos americanos brancos. Os defensores da soul food abraçaram o conceito e o usaram como uma contra-afirmação ao argumento de que os afro-americanos não tinham cultura ou culinária.
A revista Ebony Jr! foi importante para transmitir a relevância cultural dos pratos de soul food para crianças afro-americanas de classe média que normalmente comiam uma dieta americana mais padrão.
Soul food é frequentemente encontrada em rituais religiosos e eventos sociais como funerais, confraternização, Ação de Graças e Natal na comunidade negra.
Soul food se espalhou pelos Estados Unidos quando os afro-americanos do sul se mudaram para as principais cidades do país, como Chicago e Nova Iorque. Eles trouxeram com eles os alimentos e tradições do sul dos Estados Unidos, onde foram escravizados.
Soul food é culturalmente semelhante à culinária cigana na Europa.

## Leitura complementar
- Huges, Marvalene H. Soul, Black Women, and Food. Ed. Carole Counihan and Penny van Esterik. New York: Routledge, 1997.
- Bowser, Pearl and Jean Eckstein, A Pinch of Soul, Avon, New York, 1970
- Counihan, Carol and Penny Van Esterik editors, Food and Culture, A Reader, Routledge, New York, 1997
- Harris, Jessica, The Welcome Table – African American Heritage Cooking, Simon and Schuster, New York, 1996
- Mitchell, Patricia (1998). Plantation Row slave cabin cooking: the roots of soul food. Col: Patricia B. Mitchell foodways publications. Chatham, VA: P.B. Mitchell. ISBN 978-0925117892
- Root, Waverley and Richard de Rochemont, Eating in America, A History, William Morrow, New York, 1976
- Glenn, Gwendolyn, "American Visions", Southern Secrets From Edna Lewis, February–March, 1997
- Puckett, Susan, "Restaurant and Institutions", Soul Food Revival, February 1, 1997